# آزنیو هراچیا
آزنیو هراچیا (ارمنی: Ազնիվ Հրաչյա؛ انگلیسی: Azniv Hrachia؛ زاده ۱۸۵۳ – درگذشته ۱۹۲۰) بازیگر و کارگردان نمایش ارمنی‌تبار بود. وی بین سال‌های ۱۸۶۹ تا میلادی فعالیت می‌کرد.

## زندگی‌نامه
وی با نام اصلی آزنیو میناسیان (ارمنی: Ազնիվ Մինասյան) در ۲۵ ژوئن ۱۸۵۳ یا ۲۵ ژوئن ۱۸۵۳ در کنستانتینوپل به دنیا آمد. وی در تئاتر آرئولین و تئاتر واردویان فعالیت می‌کرد.  وی به دلیل بیماری شدید به به دیلیجان منتقل شد و در همانجا نیز در ۲۰ مهٔ ۱۹۲۰ در سن ۶۱ یا ۶۶ سالگی درگذشت.